# Linda Martin (esgrimidora)
Linda Ann Martin (Deal, 12 de junio de 1954) es una deportista británica que compitió en esgrima, especialista en la modalidad de florete. Ganó una medalla de bronce en el Campeonato Europeo de Esgrima de 1983 en la prueba individual.

## Palmarés internacional
| Campeonato Europeo | Campeonato Europeo | Campeonato Europeo | Campeonato Europeo |
| Año                | Lugar              | Medalla            | Prueba             |
| ------------------ | ------------------ | ------------------ | ------------------ |
| 1983               | Lisboa (Portugal)  | Medalla de bronce  | Florete individual |